# Otto Luttrop
Otto Luttrop (* 1. März 1939 in Altenbögge; † 21. November 2017 in Agno TI, Schweiz) war ein deutscher Fußballspieler und -trainer. Er gehörte zur Elf des TSV 1860 München, die 1965 im Endspiel um den Europapokal der Pokalsieger gegen West Ham United spielte. Wegen seiner Schusskraft trug er den Spitznamen „Atom-Otto“.

## Spieler-Laufbahn, 1949 bis 1978

### Jugend und Oberliga, 1949 bis 1963
Luttrop begann das Fußballspielen in der Jugendabteilung des ehemaligen Gauligavereins VfL Altenbögge. In der kleinen Industriegemeinde vor den Toren von Hamm, am Nordflügel der Wittener Mulde gelegen, jagte er im Stadion „Am Rehbusch“ zusammen mit seinem älteren Bruder Günter dem Leder nach. Sportliche Höhepunkte waren die Vizemeisterschaft 1959 in der Amateurliga Westfalen, Staffel 1, hinter dem Meister SpVgg Beckum, sowie die Spiele um den westdeutschen Pokal 1958/59. In der ersten Runde wurde im Dezember 1958 der VfB Bottrop mit 2:1 Toren besiegt und am 9. Mai 1959 gastierte der frisch gekürte Oberliga-West-Meister Westfalia Herne in Altenbögge-Bönen. Vor 12.000 Zuschauern – das Spiel wurde im Hammer Jahn-Stadion ausgetragen – setzte sich der Oberligameister in der Verlängerung mit 5:3 Toren durch. Dem Herner Trainer Fritz Langner fielen dabei die Offensivqualitäten des 20-jährigen Luttrop so ins Auge, dass er ihn zur Spielzeit 1959/60 für den westfälischen Oberligisten verpflichtete.
In seinem Debütjahr in der höchsten Liga im Westen hatte Luttrop mit der Umstellung auf die Anforderungen der leistungsstarken Oberliga sowie an die deutlich gestiegene Trainingsintensität unter dem „Eisernen Fritz“ zu kämpfen. Trainer Langner setzte die Nachwuchshoffnung nur in zehn Oberligaspielen ein. Zumeist lief Luttrop auf der Position des Linksaußen auf, dabei erzielte er drei Tore. Sein erstes Spiel bestritt er am 6. September 1959 beim 0:0 im Heimspiel gegen den Meidericher SV. Durch die Vizemeisterschaft zog Herne 1960 zum zweiten Mal in die Endrunde um die deutsche Fußballmeisterschaft ein. Ab da gehörte Luttrop zur Stammformation der Westfalia und in den sieben Spielen gelangen ihm sechs Treffer. Gegen den Hamburger SV, Karlsruher SC und Borussia Neunkirchen konnte sich das Team vom Schloss Strünkede aber in den Gruppenspielen nicht durchsetzen. Trotz der herausragenden Mitspieler Hans Tilkowski, Alfred Pyka, Helmut Benthaus und Gerhard Clement konnte Luttrop mit Herne in den folgenden drei Spielzeiten den Einzug in die Endrunde nicht wiederholen. Bis zum Ende der Oberliga-Ära 1963 brachte es der Außenläufer in vier Spielzeiten auf 93 Einsätze und 24 Tore. Da Westfalia Herne nicht für die neu gegründete Fußball-Bundesliga qualifiziert war, entschied sich Luttrop – dem auch Angebote von Borussia Dortmund und dem Karlsruher SC vorlagen – zur Saison 1963/64 für einen Wechsel zum TSV 1860 München, der von Max Merkel trainiert wurde.

### Fußball-Bundesliga, 1963 bis 1966
Bei den „Löwen“ folgten drei überaus erfolgreiche Jahre. Nach Siegen über Borussia Dortmund, den 1. FC Kaiserslautern, den 1. FC Saarbrücken und FC Altona 93 im Halbfinale zogen die „Blauen“ ins DFB-Pokalfinale am 13. Juni 1964 in Stuttgart gegen Eintracht Frankfurt ein. Mit einem 2:0-Sieg holten die Münchner mit der Läuferreihe Zeiser, Stemmer, Luttrop den Pokal in die bayerische Landeshauptstadt. In der Saison 1963/64 hatte Luttrop alle 30 Punktspiele absolviert und fünf Tore erzielt. In der zweiten Bundesligasaison verbesserten sich die „Löwen“ auf den vierten Rang, der Ex-Herner hatte nur in einem Spiel gefehlt und wiederholte seine Trefferquote aus dem Vorjahr. Herausragend in dieser Saison waren aber die Spiele im Europapokal der Pokalsieger. Über Union Sportive Luxemburg, FC Porto und Legia Warschau qualifizierte sich das Team um Petar Radenković und Otto Luttrop für das Halbfinale gegen den AC Turin. Im Stadio Comunale verlor 1860 das Hinspiel am 20. April 1965; dabei unterlief dem offensivstarken Luttrop in der 41. Spielminute ein Eigentor zum 0:2-Endstand. Eine Woche später, am 27. April, wurde Luttrop aber beim Rückspiel mit zwei Treffern zum Sieggaranten gegen das Team von Trainer Nereo Rocco. Die Merkel-Schützlinge erzwangen mit einem 3:1-Heimerfolg ein Entscheidungsspiel um den Einzug ins Finale. Am 5. Mai 1965 gewannen die Münchner mit 2:0 Toren im Zürcher Letzigrund-Stadion das Spiel gegen den AC Turin. Auch dabei trug sich der inzwischen wegen seiner Schusskraft „Atom-Otto“ gerufene Scharfschütze in die Torschützenliste ein. Im Finale am 19. Mai im Londoner Wembley-Stadion gegen West Ham United setzte sich vor 97.974 Zuschauern jedoch das Team von Manager Ron Greenwood mit 2:0 Toren durch. Luttrop schlug ein lukratives Angebot des AC Turin aus und ging mit den Münchnern in die dritte Bundesligasaison, in der dem TSV 1860 der Gewinn der deutschen Meisterschaft gelang. Luttrop trug in 22 Einsätzen seinen Teil dazu bei. 
Nach drei Merkel-Jahren war die Stimmung bei 1860 mies und der 27-jährige Luttrop hatte genug: er wechselte ins Tessin zum FC Lugano. Für 1860 München hatte Luttrop in drei Runden 81 Bundesligaspiele absolviert und elf Tore erzielt, dazu kamen 15 Europacup-Einsätze mit sechs Treffern und mehrere DFB-Pokalspiele.

### Auswahlberufungen, 1961 bis 1965
In der Juniorennationalmannschaft U 23 absolvierte Luttrop von 1961 bis 1963 drei Länderspiele, jeweils als rechter Außenläufer. Für eine Auswahlmannschaft des Westens spielte er am 4. März 1962 in Wuppertal gegen Berlin. In einem Testspiel setzte ihn Bundestrainer Helmut Schön am 15. September 1964 in Augsburg gegen eine Auswahl von Süddeutschland in der Nationalmannschaft ein. Am 10. März 1965 überzeugte er bei seinem Einsatz in der B-Nationalmannschaft beim 1:1 in Hannover gegen Holland. Die Läuferreihe der DFB-Mannschaft bildete dabei Luttrop, Leo Wilden und Walter Schmidt. Da er für das drei Tage später stattfindende Länderspiel der A-Nationalmannschaft in Hamburg gegen Italien vom Bundestrainer nur als Reservist vorgesehen war, ließ er sich zu einer unbedachten Äußerung hinreißen und bekam prompt nie mehr eine Einladung zur Nationalmannschaft. Da halfen auch die Erfolge im Europacup und in der Meisterschaft nicht, die Fußball-Weltmeisterschaft 1966 fand ohne Otto Luttrop statt.

### Fußball in der Schweiz, 1966 bis 1978
Sieben Spielzeiten verbrachte Luttrop in der italienischsprachigen Schweiz beim FC Lugano. Zweimal zog er mit der Mannschaft in den Cupfinal ein, 1968 gelang ihm auch der Cup-Gewinn, wobei er zum 2:1-Erfolg gegen Winterthur auch einen Treffer beisteuerte. In seiner achten Saison in der NLA, 1973/74 beim FC Sion, gelang ihm mit 35 Jahren sein zweiter Cupsieg in der Schweiz; auch für Sion gelang ihm im Finale ein Treffer. Nach seinem ersten Abstecher in die 2. Fußball-Bundesliga beim 1. FC Mülheim in der Saison 1974/75 (21 Spiele, 2 Tore) folgte ein weiteres Jahr beim FC Luzern (1975/76). 1976/77 folgte der zweite Auftritt in der 2. Bundesliga bei Union Solingen (23 Spiele), bevor es ihn wieder in die Schweiz zog. Beim FC Chiasso beendete er 1977/78 seine Spielerlaufbahn und blieb dort bis zum Ende seines Vertrages 1982 als Trainer.

## Trainer
Beim SC Zug und dem FC Lugano arbeitete Luttrop als Trainer bis 1985. Zur Spielzeit 1986/87 nahm er das Angebot des 1. FC Saarbrücken in der 2. Bundesliga an, im Mai 1987 wurde er aber im Saarland bereits wieder entlassen. Danach kehrte er in die Schweiz zurück und übernahm für die Saison 1987/88 die Trainingsleitung beim FC Olten in der Nationalliga B. In der Saison 1988/89 war Luttrop Trainer des FC Winterthur.
Nach seinem Rückzug aus dem Trainergeschäft lebte er als Rentner weiterhin in der Schweiz. Am 21. November 2017 verstarb er im Alter von 82 Jahren nach langer Krankheit in seinem Haus in Agno TI im Tessin. Er fand auf den Friedhof von Lugano seine letzte Ruhe.